# Szemen Sztepanovics Hulak-Artemovszkij

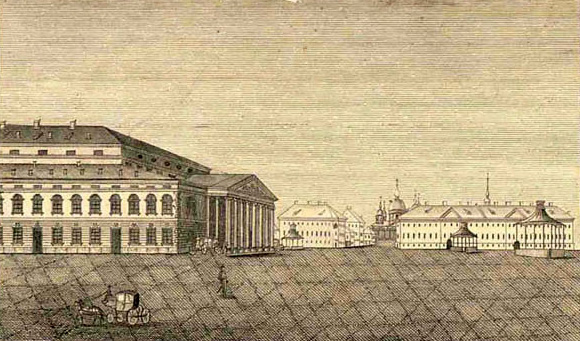
A szentpétervári udvari opera 1825-ben

Szemen Sztepanovics Hulak-Artemovszkij (ukránul Семен Степанович Гулак-Артемовський, oroszul Семeн Степанович Гулак-Артемовский [Szemjon Sztyepanovics Gulak-Artyemovszkij], röviden Szemen Artemovszkij) (Gorogyiscse, Cserkaszi járás, 1813. február 16. [a Julián naptár szerint február 4.] – Moszkva, 1873. április 17. [a Julián naptár szerint április 5.]) ukrán operaénekes (bariton, basszbariton), zeneszerző. 
A Запорожець за Дунаєм (’Zaporizzsjai kozák a Dunán túl') c. „eredeti kisorosz operájával” (1861–62) az első ukrán operát alkotta meg.

## Élete
Édesapja pópa volt, és maga is egyházi pályára készült. Hulak-Artemovszkij már gyermekkorában is szépen énekelt, Jevgenyij kijevi és galíciai metropolita (1767–1837) Szent Szófia-székesegyházának volt karénekese. A kijevi papi szemináriumban tanult, 1830-ban a Szent Mihály aranykupolás kolostorba került, itt fedezte fel Glinka, és a cári udvari kórusba hívta. 1838-ban áttelepült Szentpétervárra, ahol komolyabb énektanulmányokat kezdett. 1839 és ’42 között Itáliában képezte tovább hangját, már egyértelműen a színpadi pályára készülve. 
1841-ben Firenzében debütált operaénekesként, a következő évben visszatért Szentpétervárra, és az udvari opera (Большой Каменный Театр [’Nagy Kőszínház’]) egyik legünnepeltebb művésze lett. Fellépett a városban működő olasz társulat előadásain is. Az 1864–65-ös évadban a Moszkvai Nagyszínház énekese volt.
Zeneszerzőként főművét, A zaporizzsjai kozák a Dunán túl című háromfelvonásos (víg)operáját 1861–62-ben írta, illetve komponálta. A librettó forrása Mikola Ivanovics Kosztomarov egy műve volt. A cári cenzúra miatt a kozákok nem harcolhatnak az oroszok ellen, a cselekmény a 18. században játszódik, és a küzdelem a törökök megszállta területért folyik, a basa leitatásával sikerrel. (A történet emlékeztet Mozart Szöktetés a szerájból c. Singspieljére.) Hulak-Artemovszkij számos ukrán népi dallamot használt fel. A hangszerelésben segítségére volt Konsztantyin Ljadov (Anatolij Ljadov édesapja). A főszerepet, Ivan Karasz kozákot magának írta, s ő is énekelte 1863. április 14-én a néhány évvel korábban megnyílt Mariinszkij Színházban, orosz fordításban. Ukrán területen először 1884-ben Harkovban játszották. A bemutató óta számos átdolgozáson esett át a mű, de a Szovjetunió csaknem valamennyi köztársaságában játszották, az ukrán operaházakban a mai napig állandó repertoárdarab. 1951-ben film is készült belőle.
Számos dalt is szerzett. Szentpétervárott közeli barátságba került Tarasz Sevcsenkóval. A költő óriási hatással volt rá, neki ajánlotta legismertebb dalát, a Стоїть явір над водою (’Juharfa áll a folyó mellett’) címűt.
Hulak-Artemovszkij rendkívül széles érdeklődési körébe a népi gyógyászat tanulmányozása is belefért, és írt egy statisztikai művet is.
Kiváló szerepformáló énekesnek tartották, néhány prózai szerepet is eljátszott. Emlékét nagy gonddal ápolják Ukrajnában.

## Szerepei
- Gaetano Donizetti: Lammermoori Lucia – Lord Henry Ashton
- Gaetano Donizetti: Linda di Chamounix – Antonio
- Mihail Ivanovics Glinka: Ruszlán és Ludmilla – Ruszlán
- Szemen Sztepanovics Hulak-Artemovszkij: Zaporizzsjai kozák a Dunán túl – Ivan Karasz
- Ivan Petrovics Kotljarevszkij: Poltavai Natálka – Vibornij [színészként]
- Ivan Petrovics Kotljarevszkij: Varázsló katona – Mihajlo Csuprin [színészként]
- Wolfgang Amadeus Mozart: Don Juan – Masetto
- Anton Grigorjevics Rubinstejn: Doni Dmitrij – Mamaj
- Anton Grigorjevics Rubinstejn: Bolond Fomka – Pantyelej

## Főbb művei
Színpadi művek

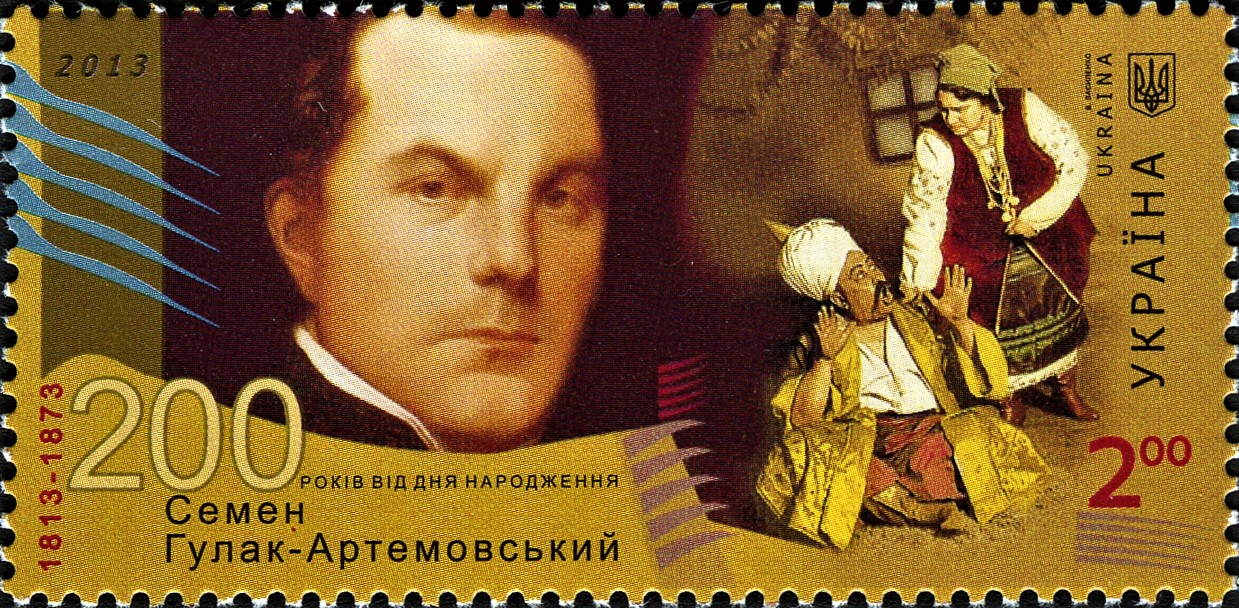
Bicentenáriumi ukrán bélyeg Hulak-Artemovszkij képével és operája egy jelenetével

- Українське весілля (’Ukrán menyegző’, 1851, divertissement)
- Ніч на Івана Купала (’Szent Iván-éj', 1852, vaudeville)
- Кораблеруйнівники (1853, kísérőzene)
- Запорожець за Дунаєм (1863, opera)

Egyéb művek
- Стоїть явір над водою (’Juharfa áll a folyónál’, dal)
- Спать мені не хочеться (dal)
- Статистические-географические таблицы городов Российской империи (’Az Orosz Birodalom városainak statisztikai-földrajzi táblázatai’, 1854)